# Liste der Baudenkmäler in Roisdorf
Die Liste der Baudenkmäler in Roisdorf enthält die denkmalgeschützten Bauwerke auf dem Gebiet von Bornheim (Rheinland)-Roisdorf in Nordrhein-Westfalen (Stand: Februar 2014). Diese Baudenkmäler sind in der Denkmalliste der Stadt Bornheim (Rheinland) eingetragen; Grundlage für die Aufnahme ist das Denkmalschutzgesetz Nordrhein-Westfalen (DSchG NRW).

| Bild                                  | Bezeichnung                             | Lage                                            | Beschreibung                                         | Bauzeit                                                           | Eingetragen seit | Denkmal- nummer |
| ------------------------------------- | --------------------------------------- | ----------------------------------------------- | ---------------------------------------------------- | ----------------------------------------------------------------- | ---------------- | --------------- |
| Fachwerktagelöhnerhaus                | Fachwerktagelöhnerhaus                  | Roisdorf Ehrental 24 (früher Nr. 8) Karte       | Einraumtiefes Fachwerkhaus mit rückseitigen Anbauten | 1768 (Fachwerk aus dem 16. Jh., Anbau aus Feldbrandstein 19. Jh.) | 1982             | 1               |
| weitere Bilder                        | Haus Wrede                              | Roisdorf Siefenfeldchen 162 Karte               | Entwurf: Wilhelm von Mörner                          | 1873                                                              |                  | 9               |
| Friedhof Roisdorf                     | Friedhof Roisdorf                       | Roisdorf Bonner Straße                          |                                                      |                                                                   |                  | 31              |
| weitere Bilder                        | Haus Wittgenstein                       | Roisdorf Ehrental 2–4 Karte                     | klassizistische Villa                                | 1844/45                                                           | 29. Januar 1987  | 34              |
| weitere Bilder                        | Wolfsburg                               | Roisdorf Siefenfeldchen 171 Karte               |                                                      |                                                                   |                  | 38              |
| Fachwerkhaus (ehemaliges Brunnenhaus) | Fachwerkhaus (ehemaliges Brunnenhaus)   | Roisdorf Siegesstraße 15 / Heilgersstraße Karte |                                                      |                                                                   |                  | 72              |
|                                       | Fachwerkgehöft -ABGEBROCHEN-            | Roisdorf Oberdorfer Weg 10                      |                                                      |                                                                   |                  | 108             |
| weitere Bilder                        | Alte Pfarrkirche St. Sebastianus (Turm) | Roisdorf Siegesstraße 3 Karte                   | Architekt: Johann Adam Rüppel                        | 1896–1897                                                         |                  | 116             |
| Villa Gammersbach                     | Villa Gammersbach                       | Roisdorf Brunnenallee 30 Karte                  |                                                      |                                                                   |                  | 118             |
| Wohnhaus                              | Wohnhaus                                | Roisdorf Siegesstraße 14 Karte                  |                                                      |                                                                   |                  | 129             |
| Kriegerdenkmal                        | Kriegerdenkmal                          | Roisdorf Lindenberg / Ecke Ehrental Karte       |                                                      |                                                                   |                  | 145             |
| weitere Bilder                        | Villa Anna                              | Roisdorf Südstraße 1 Karte                      |                                                      | um 1870                                                           |                  | 171             |
| Wohnhaus                              | Wohnhaus                                | Roisdorf Brunnenstraße 1 Karte                  |                                                      |                                                                   |                  | 177             |
| weitere Bilder                        | Ehemaliges Bürogebäude                  | Roisdorf Brunnenstraße 83 Karte                 | ehemaliges Kontorhaus des Mineralbrunnens            |                                                                   |                  | 179             |
| Wohnhaus                              | Wohnhaus                                | Roisdorf Bonner Straße 82 Karte                 |                                                      |                                                                   |                  | 219             |
| Backsteinhofanlage                    | Backsteinhofanlage                      | Roisdorf Bonner Straße 55 Karte                 |                                                      | 1909                                                              |                  | 220             |
| Fachwerkgebäude                       | Fachwerkgebäude                         | Roisdorf Lindenberg 16 Karte                    |                                                      |                                                                   |                  | 227             |
|                                       | Ehemaliger Tanzsaal Unkelbach           | Roisdorf Bonner Straße 64                       |                                                      |                                                                   |                  | 238             |
| Roisdorfer Mineralbrunnen             | Roisdorfer Mineralbrunnen               | Roisdorf Brunnenallee                           |                                                      |                                                                   |                  | 244             |
| Altes Pumpenhaus                      | Altes Pumpenhaus                        | Roisdorf Feldlage Karte                         |                                                      |                                                                   |                  | 246             |